# Nohèdes
Nohèdes (in catalano Noedes) è un comune francese di 74 abitanti situato nel dipartimento dei Pirenei Orientali nella regione dell'Occitania.

## Società

### Evoluzione demografica
Abitanti censiti